# Triglochinura indicta
Triglochinura indicta is een hooiwagen uit de familie Gonyleptidae.